# 川崎あや
川崎 あや（かわさき あや、1991年〈平成3年〉1月3日 - ）は、ゼロイチファミリアに所属する日本の元ファッションモデル、元タレント、元レースクイーン。後述の引退後も、肖像権処理などから事務所に籍を置き公式サイトでも所属タレント扱いのままとなっている。
神奈川県出身。『ミスFLASH2016』グランプリを獲得し、グラビアアイドルとして活躍。レースクイーンユニット『Pacific Fairies』の2017年度メンバーでもあった。

## 略歴
2014年3月、「SUPER GT2014」ランボルギーニのレースクイーンに選ばれる。同年8月、「汐留グラビア甲子園2014」出場（ファイナリスト）。

2015年3月、「SUPER GT2015」でアウディのレースクイーンとして「クリスタルクロコクイーン」を務める。同年7月、DVD『はにかみ天使』がAmazon女性アイドルの売れ筋ランキングで1位、『川崎あや GIRL A』 （Kindle版、2015年7月発売）がAmazon売れ筋ランキングKindle本：タレント写真集で1位となった。9月にはミスFLASH2016候補生にエントリー。「高身長に素晴らしいクビレと美脚」というレースクイーン然としたスタイルと「きわどい水着のギャップ」で活躍。東京スポーツ「プロが選ぶアイドルDVD賞2015」のウエスト賞を受賞した。
2016年1月11日、『FLASH』（光文社）本誌およびミスFLASH2016公式サイトにて第10回ミスFLASH2016グランプリ受賞が発表された。
同年4月28日、女性お笑いコンビのうみのいえとともにMCを務めるウェブ番組『『育ドル◆◆』〜中野坂上の陣〜』がAbemaTVにて放送開始。川崎にとって初のレギュラー番組がMC役となった。
2017年4月には『週刊プレイボーイ』（集英社）の選ぶ「グラドルくびれ番付・西横綱」に選出された。同年にはSUPER GT『Pacific Fairies』メンバーとして再びRQ活動を行う。この年のPacific Fairiesは日本レースクイーン大賞で阿久津真央がグランプリを受賞。更に新人グランプリ（立花はる）やコスチュームグランプリも受賞と、同賞初の同一チームによる3冠を達成した。
2018年11月発売、『ヤングジャンプ増刊号ヤングジャンプGOLD』（集英社）では同じゼロイチファミリア所属の6名（川崎あや、アンジェラ芽衣、十味、青山ひかる、黒木ひかり、月野もも）で「YJ DREAM GiRLS」を結成し掲載。
しかし2019年3月31日付のツイッターで、「心身共に休めたくて」と心情を吐露し、同年5月からの一時休業を発表。それから2か月後の同年7月25日に発売された『週刊ヤングジャンプ』34号で、2020年3月に芸能界を引退することを発表した。
2020年1月23日、引退記念写真集『ジャパニーズ グラビア』（集英社）を発売し、同年3月14日に行われた引退式をもって芸能界を引退。同じミスFLASH2016でグランプリを獲得した豊田瀬里奈と中野杏も既に表舞台から身を引いており、川崎の引退で10代目ミスFLASH上位3名がすべて芸能活動を行わなくなった。

## 人物
- 「お嬢様」として育ち[22]、兄と弟がいる[23]。大学で建築学を学んでいたため一時は建築関係の父の会社で働いた[24]が、引きこもりがちだった生活が悪化したため、一念発起でレースクイーンに応募した[22]。
- 趣味はアニメ鑑賞と物作り[25]。1stDVDでは紙粘土での花束制作を披露している[26]。学生時代は陰気で、女子トイレの個室でご飯を食べるほど友達がいなかった[27]。
- 自身が語る長所は「おっとりしていて、あまり怒ったりしないので、いつも笑っているねと言われるところ」。
- 『名探偵コナン』の大ファンであり、「高校生のころから家に帰ってコナン。どこにも行かないでコナン。一日中BGM代わりにずっとコナンを流してます」と言う[28]。
- 特技は『名探偵コナン』についてずっと語れること、ウサギの顔マネ[2]。
- インドアすぎて「友人がいない」とも語っている[29]。自宅にはコナンのグッズなども大量にコレクションされている[30]。
- あまりにも自分の家柄と周囲の状況が違い過ぎていたことから、自分の家を「神界」、外の世界を「下界」と呼んでいた[27]。
- 2021年現在、同じ事務所にグラビアアイドルのアンジェラ芽衣が所属しているが、彼女を事務所に紹介したのは川崎である[31]。事務所メンバーを「日本一根暗なアベンジャーズ」と例え、普段闘う場所は別でもチームとして強くなることを目標としている[32]。
- 同じミスFLASHかつ当時の事務所の後輩であった藤田いろはが尊敬しており、2020年1月に藤田がミスFLASH2020でグランプリを受賞した際、「あやさんの引退まであと2か月しかないけど、あやさんとのコラボ写真集を出したいです」とコメント。それを受けて2020年3月10日発売のFLASHで自身が表紙と巻頭を務め、その中で藤田との対談とコラボグラビアを実現させた[33]。藤田は自身がその後所属事務所を退所した際にも川崎に対して「あやさんは私にとって憧れであり、ヒーローです」と感謝の言葉を述べた[34]。
- 世間的には『ミスFLASH2016』が頂点と捉えられがちだが、当人の気持ちの中ではオーディション中は全員が敵に見えたこと、受賞後も仕事が増えなかったことを例に挙げ「(オーディションの前後が)人生で一番つらい時期でしたね。」と述べている[35]。その後のヤングジャンプへの写真掲載で、センターグラビア、巻頭、巻末と続き、それでも表紙になれず、ファンが表紙掲載への後押しをくれた際がグラビア活動で最も手ごたえを感じた時点[35]で、同誌の表紙が決まった際には涙を流したという[35]。
- 引退後は、今まで体型維持のために我慢をしていたので、我慢をやめて暴飲暴食をしたいと語っている[36]。

## 作品

### DVD
- いけません、お嬢様！（2015年2月20日、グラビジョン）
- はにかみ天使（2015年6月19日、竹書房）
- 好きです…。（2015年10月20日、ラインコミュニケーションズ）
- 純愛日記（2016年1月22日、竹書房） ※Blu-rayも発売
- ミスFLASH2016（2016年4月22日、イーネット・フロンティア）
- ふわあや（2016年7月20日、ラインコミュニケーションズ） ※Blu-rayも発売
- くびれスト（2016年11月18日、竹書房） ※Blu-rayも発売
- 愛しのあやカーブ（2017年4月20日、ラインコミュニケーションズ） ※Blu-rayも発売
- VENUS（2017年7月21日、no brand）
- beauty（2017年9月22日、no brand）[37][38]
- VenusFilm Vol.1（2018年12月21日、AiconiQ PICTURES）
- VenusFilm Complete Box （2018年12月21日、AiconiQ PICTURES）共演：林ゆめ

### 写真集
- 触れてくれますか（2018年2月7日、双葉社、撮影：西田幸樹）ISBN 978-4575313345
- Platinum FLASH×ゼロイチファミリア 引退! 川崎あや 「最後の二人旅」（2019年9月27日、光文社）ISBN 978-4-334-87151-2
- ジャパニーズ グラビア（2020年1月23日、集英社、撮影：Takeo Dec.）ISBN 978-4087808926

## 出演

### テレビ
- 絶対!知るべきすちゃん（2015年6月6日、テレビ東京）[39]

- PON!PON!ポシュレ（日本テレビ）
- つんつべ♂バク音（2015年11月5日、TOKYO MX）
- ランク王国（2017年6月24日、TBS）
- 秘湯ロマン（2017年7月9日-、テレビ朝日） - 旅人
- 『育ドル◆◆』〜中野坂上の陣〜（2016年4月28日 - 11月、Abema TV FRESH） - MC[12][13]
- 「東京スタイルTV」（Abema TV FRESH）- レギュラーMC

### ラジオ
- 劇団サンバカーニバル（2018年4月 - 、FM-FUJI） - 第18期アシスタント

### オリジナルビデオ
- 秘密超人サザンクロス（出演: 川崎あや / 桜井奈津、監督: 東村宗介、販売元: ZENピクチャーズ、2017年1月13日発売）

### 映画
- 夏引きの頃 - 立花あすか 役
- すんドめNew（2017年4月22日、日本出版販売） - 先生 役[40]
- すんドめNew2（2017年4月24日、日本出版販売） - 先生 役[41]
- 天使じゃないッ！（2018年4月14日、日本出版販売） - 保健の先生 役[42]
- 天使じゃないッ！2（2018年4月15日、日本出版販売） - 保健の先生 役[43]

### CM
- タカラレーベン日めくりカレンダー
- 相模湖プレジャーフォレスト

### 雑誌
- 「キスカ」（2015年9月号・2016年3月号・12月号、竹書房） - グラビア
- 「FLASH」（2016年1月12日発売号・5月9日発売号・12月20日発売号[44]、光文社）
- 「週刊プレイボーイ」（2016年No.34・35合併号、集英社）
- 「アサ芸シークレット」（2016年9月7日号、徳間書店）
- 「DVDヨロシク」（2016年11月21日号、三和出版） - 表紙
- 「DVDdream」（2016年4月8日号、三和出版） - 表紙
- 「カスタムCAR」（2016年12月1日号、芸文社） - 表紙
- 「MAMOR（マモル）」（2017年9月号、扶桑社） - 表紙
- 「週刊大衆」（2018年1月29日、双葉社） - 表紙&グラビア掲載
- 「週刊大衆ヴィーナス」（2018年2月2日、双葉社） - 表紙&グラビア掲載
- 「週刊ヤングジャンプ」（2018年No.13特大・52号（2018年3月1日・11月29日）、集英社） - 共に表紙&グラビア掲載、52号はアンジェラ芽衣、十味と出演[45]
- 「週刊アスキー」（2018年3月13日・20日、KADOKAWA） - 共に表紙

### 広告、スチール
- 「髪書房」メイクモデル
- 「Image.TV」宮澤正明写真館
- バンダイナムコエンターテインメント「シンクロニカ」PV（2015年7月）

### web、アプリ
- 「読みガール」 レギュラー
- 「アイドルスピリット」ゲスト出演
- 「MERGENCE」リポーター[46]
- 尻先輩・倉持由香 VRグラドル女子会（2018年5月27日、360Channel）[47]

### パチンコ
- CRコマコマ倶楽部@エイジセレクト（2018年11月、豊丸産業）Around30 Cast

### レースクイーン
- SUPER GT2014 ランボルギーニ
- SUPER GT2015 アウディ「クリスタルクロコクイーン」（他メンバー：朝比奈英呼、松永あやめ、小川千晴）[2]
- SUPER GT2017 PACIFIC with GULF RACING「Pacific Fairies」（他メンバー：阿久津真央、嶋田美彩、立花はる、Haruka、益田杏奈）[15]
- レッドブル・エアレース・ワールドシリーズ 2017年千葉大会（2017年6月3日 - 4日、幕張海浜公園）(他メンバー：林紗久羅、璃波、立花はる、引地裕美、有馬綾香、宮越愛恵、河瀬杏美、村山久美、太田麻美、清瀬まち、森紗羅、藤木由貴、比良祐里)
エアレースクイーンとして「マルティン・ソンカ（No.8 レッドブルチーム ソンカ）」のチームガールを務める[48]。

### WEB動画
- 川崎あや A+（2015年3月発売、Aircon+）HD版ストリーミング
- 川崎あや A+2（2015年3月発売、Aircon+）HD版ストリーミング

### 電子書籍
- 川崎あや GIRL A [Kindle版]（2015年7月）
- 川崎あや GIRL B [Kindle版]（2015年7月）
- 川崎あや バスルームエンジェル【image.tvデジタル写真集】 [Kindle版]（2015年7月）
- 川崎あや bed time eyes【image.tvデジタル写真集】 [Kindle版]（2015年7月）

### イベントコンパニオン
- HEIWA「麻雀物語3」展示会（2015年1月、横浜・八王子）[49]
- メルマガ配信のシステム「blayn」（2015年1月、東京ビッグサイト[50]）

### イベント
- 「キセキノ。」（2016年2月21日、「キセキノ。」制作委員会） - 仁藤りさとの合同撮影会。フォトコンテスト。初登場[51]。
- 週末のハーレム（2018年3月17日、集英社） - 倉持由香、長澤茉里奈、青山ひかる、RaMu、菜乃花との合同撮影会。2年ぶり2回目[52]。

### MV
- STAR CRUISERS「愛しのソーラーガール」（川崎あや編）[27]